# Lista wyścigów Formuły 1 z czerwoną flagą

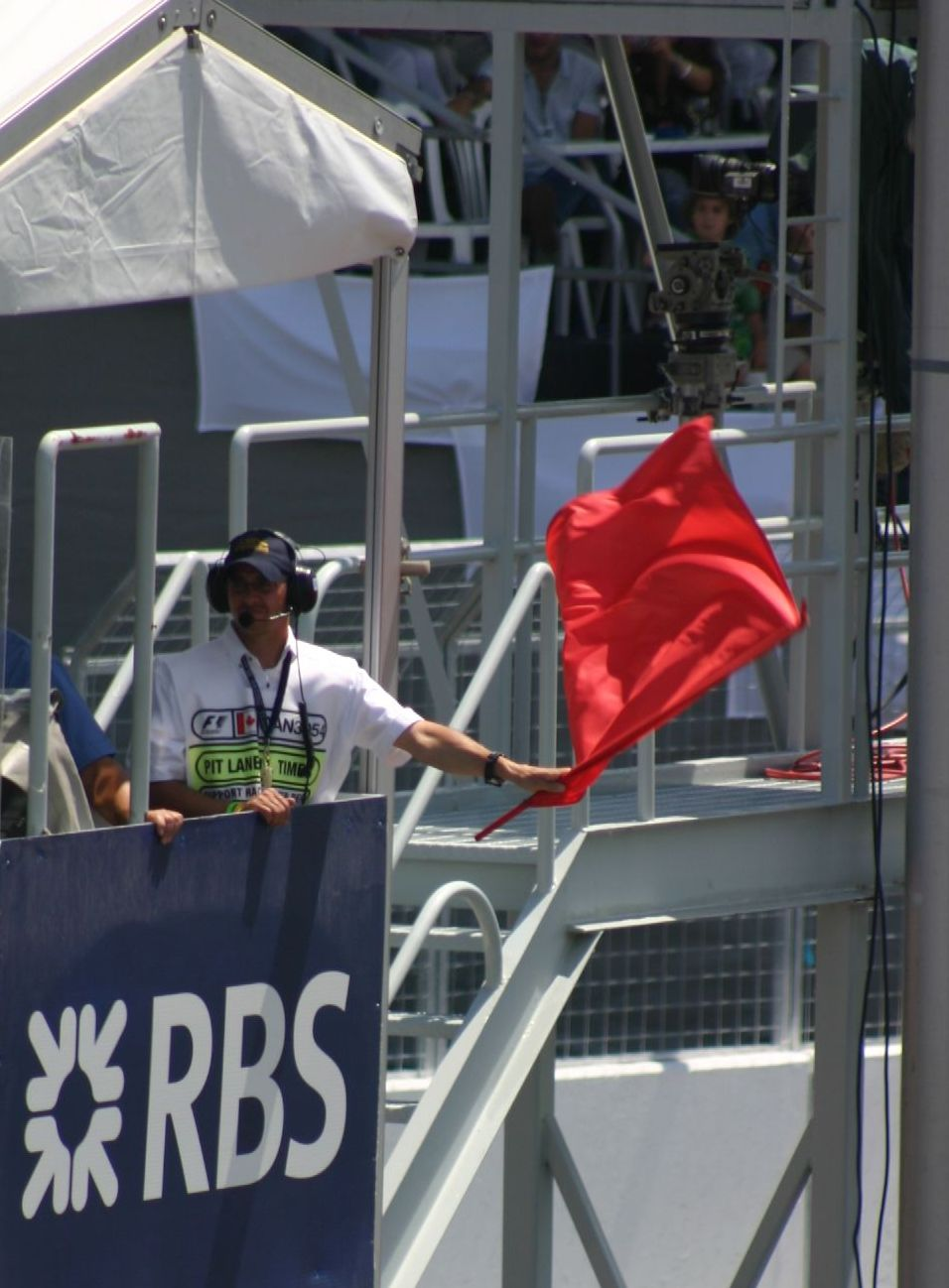
Czerwona flaga, pokazywana przez marshalli daje komunikat o zatrzymaniu wyścigu, zazwyczaj ze względów bezpieczeństwa

Lista wyścigów Formuły 1 z czerwoną flagą, która znajduje się poniżej, zawiera wszystkie wyścigi Formuły 1, w których pojawiła się czerwona flaga, oznaczająca zatrzymanie wyścigu. Flagi są pokazywane przez marshali w różnych punktach toru – w 2007 roku został wprowadzony system GPS dla marshali, obejmujący wyświetlenie sygnału flagi w kokpicie kierowcy, który ostrzega o niebezpieczeństwie. Pokazanie czerwonej flagi jest równoznaczne z obowiązkiem zjazdu kierowców do alei serwisowej oraz zamknięciem wyjazdu z pit lane.
Od 2005, na dziesięć minut przed planowanym wznowieniem wyścigu, pojawia się komunikat o wznowieniu wyścigu za samochodem bezpieczeństwa oraz kierowcą, który był liderem wyścigu przed jego przerwaniem. Wcześniej wznowienie wyścigu miało miejsce na linii start-meta na pozycjach, które zawodnicy zajmowali przed zatrzymaniem wyścigu. Jeśli wyścig zostaje przerwany, wówczas do klasyfikacji wyścigu włącza się pozycje, zdobyte dwa okrążenia przed ukazaniem się czerwonej flagi. W przypadku, jeśli w momencie zatrzymania nie przejechano 75% dystansu, wówczas przyznaje się połowę punktów.
Od chwili rozpoczęcia Mistrzostw Świata Formuły 1 w sezonie 1950, czerwone flagi zostały pokazane w wyścigach 87 razy – 26 razy wznawiano wyścig od pierwszego okrążenia, 13 razy nie dokończono wyścigu (dziewięciokrotnie z powodu deszczu i czterokrotnie z powodu wypadków z udziałem kierowców), pięciokrotnie przerwano wyścig z powodu wypadków kierowców, które kończyły się śmiercią: Grand Prix Hiszpanii 1975 zostało przerwane na 29. okrążeniu z powodu wypadku Rolfa Stommelena, w wyniku którego zginęło pięciu kibiców, Grand Prix Włoch 1978 został zatrzymany na pierwszym okrążeniu po wypadku z udziałem wielu kierowców, w tym Ronniego Petersona, który zmarł dzień później, Grand Prix Kanady 1982 został zatrzymany na pierwszym okrążeniu po tym, jak Riccardo Paletti zginął wjeżdżając w tył samochodu Didiera Pironiego, wyścig o Grand Prix San Marino 1994 zatrzymano na piątym okrążeniu po wypadku Ayrtona Senny, gdzie Brazylijczyk uderzył w ścianę na zakręcie Tamburello i Grand Prix Japonii 2014, które zostało przerwane z powodu wypadku Julesa Bianchiego, który wjechał w dźwig wyciągający samochód Adriana Sutila, umierając 17 lipca 2015, kilka miesięcy po wypadku.

## Wyścigi, w których pojawiła się czerwona flaga
| Tak | Wyścig został wznowiony – dystans wyścigu pozostał taki sam |
| Tak | Wyścig został wznowiony – dystans wyścigu został połączony  |
| Tak | Wyścig został wznowiony – dystans wyścigu został skrócony   |
| Nie | Wyścig nie został wznowiony                                 |

| Wyścig                                        | Okrążenie | Restart wyścigu | Zwycięzca            | Przyczyna czerwonej flagi | Nie wystartowali ponownie | Źródło        |
| --------------------------------------------- | --------- | --------------- | -------------------- | --- | --- | ------------- |
| Indianapolis 500 1950                         | 138       | Nie             | Johnnie Parsons      | Deszcz | | [ 12 ]        |
| Grand Prix Kanady 1971                        | 64        | Nie             | Jackie Stewart       | Deszcz | | [ 13 ]        |
| Grand Prix Wielkiej Brytanii 1973             | 2         | Tak             | Peter Revson         | Kolizja z udziałem Jody’ego Schecktera, Jeana-Pierre’a Beltoise, George’a Follmera, Mike’a Hailwooda, Carlosa Pace, Jochena Massa, Jackiego Olivera, Rogera Williamsona i Andrei de Adamicha | Jody Scheckter, Jean-Pierre Beltoise, George Follmer, Mike Hailwood, Carlos Pace, Jochen Mass, Jackie Oliver, Roger Williamson, Andrea de Adamich, Graham McRae (awaria przepustnicy), David Purley (wypadek) | [ 14 ]        |
| Grand Prix Brazylii 1974                      | 32        | Nie             | Emerson Fittipaldi   | Deszcz | | [ 15 ]        |
| Grand Prix Hiszpanii 1975                     | 29        | Nie             | Jochen Mass          | Wypadek Rolfa Stommelena, w którym śmierć poniosło pięć osób. Przyznano połowę punktów | | [ 16 ]        |
| Grand Prix Wielkiej Brytanii 1975             | 56        | Nie             | Emerson Fittipaldi   | Deszcz, wypadki Wilsona Fittipaldiego, Jochena Massa, Johna Watsona, Carlosa Pace, Jody’ego Schecktera, Jamesa Hunta i Marka Donohue | | [ 17 ]        |
| Grand Prix Austrii 1975                       | 29        | Nie             | Vittorio Brambilla   | Deszcz – przyznano połowę punktów | | [ 18 ]        |
| Grand Prix Wielkiej Brytanii 1976             | 1         | Tak             | Niki Lauda           | Wypadek z udziałem Claya Regazzoniego, Jamesa Hunta, Jacques’a Laffite’a i Niki Laudy | Wszyscy wystartowali, choć Clay Regazzoni i Jacques Laffite nielegalnie skorzystali z zapasowych samochodów po restarcie – ci kierowcy zostali potem zdyskwalifikowani                                        | [ 19 ]        |
| Grand Prix Niemiec 1976                       | 1         | Tak             | James Hunt           | Wypadek z udziałem Niki Laudy, Bretta Lungera i Haralda Ertla | Niki Lauda, Brett Lunger i Harald Ertl (wypadki), Chris Amon (wycofał się), Hans-Joachim Stuck (awaria sprzęgła), Jacques Laffite (awaria skrzyni biegów)                                                     | [ 20 ]        |
| Grand Prix Austrii 1978                       | 7         | Tak             | Ronnie Peterson      | Deszcz | Mario Andretti, Jody Scheckter, Nelson Piquet, Héctor Rebaque, Harald Ertl, Riccardo Patrese, Alan Jones, James Hunt                                                                                          | [ 21 ]        |
| Grand Prix Włoch 1978                         | 1         | Tak             | Niki Lauda           | Wypadek z udziałem Ronniego Petersona, Riccardo Patrese, Jamesa Hunta, Vittorio Brambilli, Hansa-Joachima Stucka, Patricka Depaillera, Didiera Pironiego, Dereka Daly’ego, Claya Regazzoniego i Bretta Lungera. Wyścig skrócono z 52 do 40 okrążeń                                                                  | Ronnie Peterson (śmiertelny wypadek), Vittorio Brambilla, Hans-Joachim Stuck, Didier Pironi, Brett Lunger | [ 22 ]        |
| Grand Prix Argentyny 1979                     | 1         | Tak             | Jacques Laffite      | Ogromna kolizja z udziałem Jody’ego Schecktera, Arturo Merzario, Didiera Pironiego, Nelsona Piqueta, Johna Watsona, Patricka Tambaya i Mario Andrettiego | Jody Scheckter, Arturo Merzario, Didier Pironi, Nelson Piquet, Patrick Tambay | [ 23 ] [ 24 ] |
| Grand Prix Południowej Afryki 1979            | 2         | Tak             | Gilles Villeneuve    | Deszcz | | [ 25 ]        |
| Grand Prix Kanady 1980                        | 1         | Tak             | Alan Jones           | Wypadek z udziałem Jeana-Pierre’a Jariera, Dereka Daly’ego, Emersona Fittipaldiego, Keke Rosberga, Mario Andrettiego, Gilles’a Villeneuve’a i Jochena Massa | Derek Daly (wypadek), Mike Thackwell (użyczył samochód Jarierowi, po tym kiedy Francuz uczestniczył w wypadku przed zatrzymaniem wyścigu)                                                                     | [ 26 ]        |
| Grand Prix Belgii 1981                        | 2         | Tak             | Carlos Reutemann     | Wypadek z udziałem Riccardo Patrese i Siegfrieda Stohra, gdzie mechanik Arrowsa został ranny | Riccardo Patrese, Siegfried Stohr | [ 27 ]        |
| Grand Prix Belgii 1981                        | 54        | Nie             | Carlos Reutemann     | Deszcz | Riccardo Patrese, Siegfried Stohr | [ 27 ]        |
| Grand Prix Francji 1981                       | 58        | Tak             | Alain Prost          | Deszcz – postanowiono połączyć pierwszą część wyścigu, składającą się z 58 okrążeń z drugą częścią wyścigu, mającą 22 okrążenia | | [ 28 ]        |
| Grand Prix Kanady 1982                        | 1         | Tak             | Nelson Piquet        | Wypadek z udziałem Didiera Pironiego i Riccardo Palettiego. Włoch wjechał w tył samochodu Pironiego, który zgasł mu przed startem wyścigu. | Riccardo Paletti (śmiertelny wypadek), Geoff Lees (wypadek), Jean-Pierre Jarier (wycofał się po wypadku Palettiego)                                                                                           | [ 29 ]        |
| Grand Prix Stanów Zjednoczonych – Wschód 1982 | 6         | Tak             | John Watson          | Wypadek z udziałem Riccardo Patrese i Roberto Guerrero | | [ 30 ]        |
| Grand Prix Monako 1984                        | 31        | Nie             | Alain Prost          | Deszcz – przyznano połowę punktów | | [ 31 ]        |
| Grand Prix Stanów Zjednoczonych – Wschód 1984 | 1         | Tak             | Nelson Piquet        | Wypadek z udziałem Nelsona Piqueta, Ayrtona Senny, Michele Alboreto i Marka Surera | Marc Surer | [ 32 ]        |
| Grand Prix Wielkiej Brytanii 1984             | 11        | Tak             | Niki Lauda           | Wypadek Jonathana Palmera – postanowiono połączyć pierwszą część wyścigu, składającą się z 11 okrążeń z drugą częścią wyścigu, mającą 60 okrążeń, dzięki czemu skrócono dystans wyścigu, z 75 na 71 okrążeń | | [ 33 ]        |
| Grand Prix Austrii 1984                       | 1         | Tak             | Niki Lauda           | Niewłaściwa procedura startowa | | [ 34 ]        |
| Grand Prix Austrii 1985                       | 1         | Tak             | Alain Prost          | Wypadek z udziałem Teo Fabiego, Elio de Angelisa, Michele Alboreto i Gerharda Bergera | Piercarlo Ghinzani | [ 35 ]        |
| Grand Prix Wielkiej Brytanii 1986             | 1         | Tak             | Nigel Mansell        | Wypadek z udziałem Thierry’ego Boutsena, Jacques’a Laffite’a, Christiana Dannera, Piercarlo Ghinzaniego, Allena Berga i Jonathana Palmera – w trakcie startu w samochodzie Mansella była awaria wału napędowego, w związku z tym, że nie dokończono okrążenia Mansell skorzystał z zapasowego samochodu             | Jacques Laffite, Christian Danner, Piercarlo Ghinzani, Allen Berg | [ 36 ]        |
| Grand Prix Belgii 1987                        | 2         | Tak             | Alain Prost          | Wypadek z udziałem Jonathana Palmera i Philippe’a Streiffa | Jonathan Palmer | [ 37 ]        |
| Grand Prix Austrii 1987                       | 1         | Tak             | Alain Prost          | Pierwszy start zakończył się wypadkiem Martina Brundle, później doszło do kolizji, w której brali udział Jonathan Palmer, Philippe Streiff i Piercarlo Ghinzani | Philippe Streiff | [ 38 ]        |
| Grand Prix Austrii 1987                       | 1         | Tak             | Alain Prost          | Drugi start zakończył się awarią samochodu Mansella, a później doszło do wypadku, w której brali udział Stefan Johansson, Alex Caffi, Ivan Capelli, Pascal Fabre, Philippe Alliot, Martin Brundle i Christian Danner                                                                                                | Philippe Streiff | [ 38 ]        |
| Grand Prix Portugalii 1987                    | 2         | Tak             | Alain Prost          | Kolizja wielu samochodów – na starcie Nelson Piquet i Michele Alboreto. Derek Warwick, Satoru Nakajima, Martin Brundle, Christian Danner, Philippe Alliot, René Arnoux i Adrián Campos później wzięli udział w kolizji                                                                                              | Christian Danner | [ 39 ]        |
| Grand Prix Meksyku 1987                       | 30        | Tak             | Nigel Mansell        | Wypadek Dereka Warwicka – cały wyścig składał się z pierwszych trzydziestu okrążeń oraz z 33 okrążeń po restarcie | | [ 40 ]        |
| Grand Prix Portugalii 1988                    | 1         | Tak             | Alain Prost          | Pierwszy start został zatrzymany po tym, kiedy samochód Andrei de Cesarisa unieruchomił się na starcie | | [ 41 ]        |
| Grand Prix Portugalii 1988                    | 1         | Tak             | Alain Prost          | Drugi start został zatrzymany po tym, kiedy samochód Dereka Warwicka stanął na polu startowym i został uderzony przez Andreę de Cesarisa, wraz z Luisem Pérezem-Salą i Satoru Nakajimą | | [ 41 ]        |
| Grand Prix San Marino 1989                    | 4         | Tak             | Ayrton Senna         | Wypadek Gerharda Bergera – wyścig składał się z pierwszych trzech okrążeń i 55 okrążeń po restarcie, przez co dystans wyścigu skrócono z 61 na 58 okrążeń | Gerhard Berger | [ 42 ]        |
| Grand Prix Meksyku 1989                       | 2         | Tak             | Ayrton Senna         | Wypadek z udziałem wielu kierowców | | [ 43 ]        |
| Grand Prix Francji 1989                       | 1         | Tak             | Alain Prost          | Wypadek z udziałem Nigela Mansella, Maurício Gugelmina, Thierry’ego Boutsena, René Arnoux i Jonathana Palmera | | [ 44 ]        |
| Grand Prix Australii 1989                     | 2         | Tak             | Thierry Boutsen      | Wypadek JJ Lehto | Nicola Larini, Alain Prost | [ 45 ]        |
| Grand Prix Monako 1990                        | 1         | Tak             | Thierry Boutsen      | Wypadek z udziałem Gerharda Bergera i Alaina Prosta | | [ 46 ]        |
| Grand Prix Belgii 1990                        | 1         | Tak             | Ayrton Senna         | Wypadek na starcie z udziałem Martina Donnelly’ego i Nigela Mansella – również wypadek miał Aguri Suzuki | Paolo Barilla | [ 47 ]        |
| Grand Prix Belgii 1990                        | 1         | Tak             | Ayrton Senna         | Wypadek Paolo Barilli, po którym barierka została uszkodzona | Paolo Barilla | [ 47 ]        |
| Grand Prix Włoch 1990                         | 2         | Tak             | Ayrton Senna         | Wypadek z udziałem Dereka Warwicka | | [ 48 ]        |
| Grand Prix Portugalii 1990                    | 60        | Nie             | Nigel Mansell        | Wypadek z udziałem Aguriego Suzukiego i Alexa Caffiego | | [ 49 ]        |
| Grand Prix Australii 1991                     | 14        | Nie             | Ayrton Senna         | Deszcz – przyznano połowę punktów | | [ 50 ]        |
| Grand Prix Francji 1992                       | 18        | Tak             | Nigel Mansell        | Deszcz – wyścig składał się z pierwszych osiemnastu okrążeń i 51 okrążeń po restarcie, przez co dystans wyścigu skrócono z 72 na 69 okrążeń | | [ 51 ]        |
| Grand Prix San Marino 1994                    | 7         | Tak             | Michael Schumacher   | Śmiertelny wypadek Ayrtona Senny – unieważniono szóste okrążenie, wobec czego wyścig składał się z pierwszych pięciu okrążeń i 53 okrążeń po restarcie, przez co dystans wyścigu skrócono z 61 na 58 okrążeń | Ayrton Senna (śmiertelny wypadek), Érik Comas (wycofał się) | [ 52 ]        |
| Grand Prix Włoch 1994                         | 1         | Tak             | Damon Hill           | Wypadek z udziałem wielu samochodów | | [ 53 ]        |
| Grand Prix Japonii 1994                       | 15        | Tak             | Damon Hill           | Deszcz, wypadek z udziałem Martina Brundle z marshallem, który został ranny. Wyścig został wznowiony za samochodem bezpieczeństwa, w momencie kiedy prowadził Michael Schumacher. Runda składała się z pierwszych trzynastu okrążeń i 37 okrążeń po restarcie, przez co dystans wyścigu skrócono z 53 na 50 okrążeń | Martin Brundle | [ 54 ]        |
| Grand Prix Argentyny 1995                     | 1         | Tak             | Damon Hill           | Wypadek z udziałem Jeana Alesiego, Miki Salo, Luki Badoera, Oliviera Panisa, Pierluigi Martiniego, Johnny’ego Herberta, Rubensa Barrichello i Ukyō Katayamy | Luca Badoer | [ 55 ]        |
| Grand Prix Monako 1995                        | 1         | Tak             | Michael Schumacher   | Wypadek z udziałem Jeana Alesiego, Gerharda Bergera i Davida Coultharda | Domenico Schiattarella, Jos Verstappen | [ 56 ]        |
| Grand Prix Włoch 1995                         | 1         | Tak             | Johnny Herbert       | Wypadek z udziałem Massimiliano Papisa, Jeana-Christophe’a Boulliona, Andrei Monterminiego, Pedro Diniza i Roberto Moreno | Andrea Montermini, Roberto Moreno | [ 57 ]        |
| Grand Prix Portugalii 1995                    | 1         | Tak             | David Coulthard      | Wypadek z udziałem Ukyō Katayamy, Luki Badoera, Pedro Diniza i Roberto Moreno | Ukyō Katayama (wypadek, kontuzjowany), Massimiliano Papis (awaria skrzyni biegów) | [ 58 ]        |
| Grand Prix Australii 1996                     | 1         | Tak             | Damon Hill           | Wypadek z udziałem Martina Brundle, Davida Coultharda i Johnny’ego Herberta | Johnny Herbert | [ 59 ]        |
| Grand Prix Brazylii 1997                      | 1         | Tak             | Jacques Villeneuve   | Rubensowi Barrichello zgasł silnik na starcie, później doszło do wypadków z udziałem Giancarlo Fisichelli, Jacques’a Villeneuve’a, Jana Magnussena, Damona Hilla, Johnny’ego Herberta i Eddiego Irvine'a. | Jan Magnussen | [ 60 ]        |
| Grand Prix Kanady 1997                        | 56        | Nie             | Michael Schumacher   | Wypadek z udziałem Oliviera Panisa | | [ 61 ]        |
| Grand Prix Kanady 1998                        | 1         | Tak             | Michael Schumacher   | Wypadek z udziałem Jeana Alesiego, Johnny’ego Herberta, Jarno Trulliego i Alexandra Wurza. | | [ 62 ]        |
| Grand Prix Francji 1998                       | 1         | Tak             | Michael Schumacher   | Samochód Josa Verstappena zgasł podczas startu | | [ 63 ]        |
| Grand Prix Belgii 1998                        | 1         | Tak             | Damon Hill           | Ogromny wypadek po starcie z udziałem Davida Coultharda, Josa Verstappena, Eddiego Irvine'a, Alexandra Wurza, Rubensa Barrichello, Johnny’ego Herberta, Oliviera Panisa, Jarno Trulliego, Miki Salo, Pedro Diniza, Toranosuke Takagiego, Ricardo Rosseta i Shinji Nakano                                            | Rubens Barrichello, Ricardo Rosset, Mika Salo, Olivier Panis | [ 64 ]        |
| Grand Prix Wielkiej Brytanii 1999             | 1         | Tak             | David Coulthard      | Samochody Alessandro Zanardiego i Jacques’a Villeneuve’a zgasły podczas startu – po pokazaniu czerwonej flagi poważny wypadek miał Michael Schumacher | Michael Schumacher (wypadek, kontuzjowany) | [ 65 ]        |
| Grand Prix Monako 2000                        | 1         | Tak             | David Coulthard      | Wyścig przerwany w wyniku usterki technicznej w komputerze FIA – po pokazaniu czerwonej flagi kolizję zaliczyli Pedro de la Rosa i Jenson Button | Pedro de la Rosa | [ 66 ]        |
| Grand Prix Niemiec 2001                       | 2         | Tak             | Ralf Schumacher      | Ilość odłamków na torze po kolizji Luciano Burtiego i Michaela Schumachera | | [ 67 ]        |
| Grand Prix Belgii 2001                        | 5         | Tak             | Michael Schumacher   | Wypadek z udziałem Luciano Burtiego i Eddiego Irvine'a – wyścig skrócono z 44 do 36 okrążeń | Luciano Burti (wypadek, kontuzjowany), Eddie Irvine (wypadek), Kimi Räikkönen (awaria układu przeniesienia napędu), Fernando Alonso (awaria skrzyni biegów)                                                   | [ 68 ]        |
| Grand Prix Brazylii 2003                      | 56        | Nie             | Giancarlo Fisichella | Wypadek z udziałem Marka Webbera i Fernando Alonso | | [ 69 ]        |
| Grand Prix Europy 2007                        | 5         | Tak             | Fernando Alonso      | Ulewny deszcz, wypadek z udziałem Jensona Buttona, Nico Rosberga, Adriana Sutila, Lewisa Hamiltona, Scotta Speeda i Vitantonio Liuzziego | Jenson Button, Nico Rosberg, Adrian Sutil, Scott Speed, Vitantonio Liuzzi | [ 70 ]        |
| Grand Prix Malezji 2009                       | 33        | Nie             | Jenson Button        | Ulewny deszcz, wypadek z udziałem Sébastiena Buemiego, Sebastiana Vettela i Giancarlo Fisichelli – przyznano połowę punktów | | [ 71 ]        |
| Grand Prix Korei Południowej 2010             | 3         | Tak             | Fernando Alonso      | Deszcz | | [ 72 ]        |
| Grand Prix Monako 2011                        | 75        | Tak             | Sebastian Vettel     | Wypadek z udziałem Adriana Sutila, Lewisa Hamiltona, Jaime Alguersuariego i Witalija Pietrowa | Jaime Alguersuari, Witalij Pietrow | [ 73 ]        |
| Grand Prix Kanady 2011                        | 25        | Tak             | Jenson Button        | Deszcz | | [ 74 ]        |
| Grand Prix Malezji 2012                       | 9         | Tak             | Fernando Alonso      | Deszcz | | [ 75 ]        |
| Grand Prix Monako 2013                        | 46        | Tak             | Nico Rosberg         | Wypadek z udziałem Pastora Maldonado i Maxa Chiltona, w rezultacie ich wypadku barierki zostały uszkodzone | Pastor Maldonado | [ 76 ]        |
| Grand Prix Wielkiej Brytanii 2014             | 1         | Tak             | Lewis Hamilton       | Wypadek z udziałem Kimiego Räikkönena, Felipe Massy i Kamui Kobayashiego, w rezultacie ich wypadku barierki zostały uszkodzone | Pastor Maldonado | [ 77 ]        |
| Grand Prix Japonii 2014                       | 2         | Tak             | Lewis Hamilton       | Ulewny deszcz w czasie tajfunu Phanfone | | [ 78 ]        |
| Grand Prix Japonii 2014                       | 44        | Nie             | Lewis Hamilton       | Śmiertelny wypadek Julesa Bianchiego | | [ 78 ]        |
| Grand Prix Australii 2016                     | 18        | Tak             | Nico Rosberg         | Wypadek z udziałem Fernando Alonso i Estebana Gutiérreza | Fernando Alonso, Esteban Gutiérrez, Rio Haryanto (awaria układu przeniesienia napędu) | [ 79 ]        |
| Grand Prix Belgii 2016                        | 9         | Tak             | Nico Rosberg         | Wypadek z udziałem Kevina Magnussena, w rezultacie wypadku barierki zostały uszkodzone | Kevin Magnussen | [ 80 ]        |
| Grand Prix Brazylii 2016                      | 21        | Tak             | Lewis Hamilton       | Deszcz, wypadek Kimiego Räikkönena | Kimi Räikkönen, Jolyon Palmer | [ 81 ]        |
| Grand Prix Brazylii 2016                      | 28        | Tak             | Lewis Hamilton       | Deszcz | Kimi Räikkönen, Jolyon Palmer | [ 81 ]        |
| Grand Prix Azerbejdżanu 2017                  | 25        | Tak             | Daniel Ricciardo     | Ilość odłamków na torze po kolizji wielu samochodów | | [ 82 ] [ 83 ] |
| Grand Prix Włoch 2020                         | 25        | Tak             | Pierre Gasly         | Wypadek z udziałem Charles’a Leclerca, w rezultacie wypadku barierki zostały uszkodzone | Charles Leclerc | [ 84 ]        |
| Grand Prix Toskanii 2020                      | 9         | Tak             | Lewis Hamilton       | Kolizja z udziałem Carlosa Sainza Jr., Nicholasa Latifiego, Kevina Magnussena i Antonio Giovinazziego | Carlos Sainz Jr., Nicholas Latifi, Kevin Magnussen, Antonio Giovinazzi i Esteban Ocon | [ 85 ]        |
| Grand Prix Toskanii 2020                      | 46        | Tak             | Lewis Hamilton       | Wypadek z udziałem Lance’a Strolla, w rezultacie wypadku barierki zostały uszkodzone | Lance Stroll | [ 85 ]        |
| Grand Prix Bahrajnu 2020                      | 1         | Tak             | Lewis Hamilton       | Wypadek z udziałem Romaina Grosjeana, w rezultacie wypadku barierki zostały uszkodzone | Romain Grosjean | [ 86 ]        |
| Grand Prix Emilii-Romanii 2021                | 33        | Tak             | Max Verstappen       | Wypadek z udziałem Valtteriego Bottasa i George’a Russella, w rezultacie którego barierki zostały uszkodzone | Valtteri Bottas, George Russell | [ 87 ]        |
| Grand Prix Azerbejdżanu 2021                  | 48        | Tak             | Sergio Pérez         | Wypadek z udziałem Maxa Verstappena, w rezultacie którego na torze pojawiły się odłamki samochodu. | Max Verstappen, George Russell | [ 88 ]        |
| Grand Prix Wielkiej Brytanii 2021             | 2         | Tak             | Lewis Hamilton       | Wypadek z udziałem Maxa Verstappena, w rezultacie którego bariera z opon została uszkodzona. | Max Verstappen | [ 89 ]        |
| Grand Prix Węgier 2021                        | 2         | Tak             | Esteban Ocon         | Wypadki z udziałem Valtteriego Bottasa, Lando Norrisa, Maxa Verstappena, Sergio Péreza, Lance’a Strolla, Daniela Ricciardo oraz Charles’a Leclerca, w rezultacie których na torze pojawiły się odłamki samochodów.                                                                                                  | Valtteri Bottas, Lando Norris, Sergio Pérez, Lance Stroll, Charles Leclerc | [ 90 ]        |
| Grand Prix Belgii 2021                        | 3         | Nie             | Max Verstappen       | Deszcz – przyznano połowę punktów | | [ 91 ]        |
| Grand Prix Arabii Saudyjskiej 2021            | 13        | Tak             | Lewis Hamilton       | Wypadek z udziałem Micka Schumachera, w rezultacie którego bariera z opon została uszkodzona | Mick Schumacher (wypadek) | [ 92 ]        |
| Grand Prix Arabii Saudyjskiej 2021            | 15        | Tak             | Lewis Hamilton       | Wypadek z udziałem Charles’a Leclerca, Sergio Péreza, Nikity Mazepina i George’a Russella, w rezultacie których na torze pojawiły się odłamki samochodów | Sergio Pérez, Nikita Mazepin, George Russell (wypadki) | [ 92 ]        |
| Grand Prix Monako 2022                        | 30        | Tak             | Sergio Pérez         | Wypadek z udziałem Micka Schumachera, w rezultacie którego bariera z opon została uszkodzona | Mick Schumacher | [ 93 ]        |
| Grand Prix Wielkiej Brytanii 2022             | 1         | Tak             | Carlos Sainz Jr.     | Wypadek z udziałem Pierre’a Gasly’ego, Zhou Guanyu, George’a Russella, Alexandra Albona, Yūkiego Tsunody, Estebana Ocona i Sebastiana Vettela | George Russell, Zhou Guanyu, Alexander Albon | [ 94 ]        |
| Grand Prix Japonii 2022                       | 2         | Tak             | Max Verstappen       | Deszcz i wypadek z udziałem Carlosa Sainza | Carlos Sainz Jr. (wypadek), Alexander Albon (uszkodzenie w wyniku kolizji) | [ 95 ]        |
| Grand Prix Australii 2023                     | 8         | Tak             | Max Verstappen       | Wypadek Alexandra Albona | Alexander Albon (wypadek) | [ 96 ]        |
| Grand Prix Australii 2023                     | 55        | Tak             | Max Verstappen       | Wypadek Kevina Magnussena | Kevin Magnussen (wypadek) | [ 96 ]        |
| Grand Prix Australii 2023                     | 57        | Tak             | Max Verstappen       | Wypadki z udziałem Logana Sargeanta, Nycka de Vriesa, Estebana Ocona i Pierre’a Gasly’ego | Logan Sargeant, Nyck de Vries, Esteban Ocon i Pierre Gasly (wypadek) | [ 96 ]        |
| Grand Prix Holandii 2023                      | 64        | Tak             | Max Verstappen       | Deszcz i wypadek z udziałem Guanyu Zhou, w rezultacie którego bariera została uszkodzona | Guanyu Zhou (wypadek) | [ 97 ]        |
| Grand Prix Miasta Meksyk 2023                 | 34        | Tak             | Max Verstappen       | Wypadek Kevina Magnussena, w rezultacie którego bariera została uszkodzona | Kevin Magnussen (wypadek) | [ 98 ]        |
| Grand Prix São Paulo 2023                     | 2         | Tak             | Max Verstappen       | Wypadek Kevina Magnussena i Alexandra Albona, w rezultacie którego bariera została uszkodzona, a na torze pozostały odłamki | Alexander Albon, Kevin Magnussen (wypadek) | [ 99 ]        |
| Grand Prix Japonii 2024                       | 1         | Tak             | Max Verstappen       | Wypadek Daniela Ricciardo i Alexandra Albona, w rezultacie którego bariera została uszkodzona | Alexander Albon, Daniel Ricciardo (wypadek) | [ 100 ]       |
| Grand Prix Monako 2024                        | 1         | Tak             | Charles Leclerc      | Wypadek Sergio Péreza, Kevina Magnussena i Nico Hülkenberga, w rezultacie którego bariera została uszkodzona, a na torze pozostały odłamki | Sergio Pérez, Kevin Magnussen, Nico Hülkenberg (wypadek) | [ 101 ]       |